# Mannheim Steamroller
Mannheim Steamroller jeste američka neoklasična nju ejdž muzička grupa koju je osnovao kompozitor Čil Dejvis.
Poznata je prvenstveno po seriji albuma Fresh Aire, koji spajaju klasičnu muziku sa elementima nju ejdža i roka te kompozicijama sa božićnim motivima.
Grupa je samo u SAD prodala 28 miliona albuma.

## Diskografija
- 1975: Fresh Aire
- 1977: Fresh Aire II
- 1979: Fresh Aire III
- 1981: Fresh Aire IV
- 1983: Fresh Aire V
- 1986: Fresh Aire VI
- 1991: Fresh Aire VII
- 2000: Fresh Aire VIII
- 1984:	Mannheim Steamroller Christmas
- 1988:	A Fresh Aire Christmas
- 1991: Classical Gas
- 1994: Yellowstone: The Music Of Nature
- 1995:	Christmas in the Aire
- 1997:	Mannheim Steamroller Christmas Live
- 1998:	The Christmas Angel: A Family Story
- 2001:	Christmas Extraordinaire
- 2004:	Christmas Celebration
- 2004: Christmas Collection
- 2007:	Christmas Song
- 2009:	Christmas – 25th Anniversary Collection
- 2013:	Christmas Symphony II
- 2014:	30 / 40
- 2015:	Live